# Ellen Breen
Ellen W. Breen (ur. 17 kwietnia 1963 w Pasadenie) – amerykańska narciarka, specjalistka narciarstwa dowolnego. Zdobyła złote medale w balecie narciarskim na mistrzostwach świata w Lake Placid oraz mistrzostwach świata w Altenmarkt. Ponadto zdobyła także srebrny medal w balecie narciarskim podczas mistrzostw świata w La Clusaz. Zajęła również szóste miejsce w tej samej konkurencji na igrzyskach olimpijskich w Albertville, jednakże balet narciarski był wtedy jedynie dyscypliną pokazową.
Najlepsze wyniki w Pucharze Świata osiągnęła w sezonie 1994/1995, kiedy to zajęła 5. miejsce w klasyfikacji generalnej, a w klasyfikacji baletu wywalczyła małą kryształową kulę. W klasyfikacji baletu triumfowała także w sezonach 1992/1993 i 1993/1994, a w sezonach 1989/1990 oraz 1990/1991 była trzecia.
W 1995 r. zakończyła karierę.

## Osiągnięcia

### Mistrzostwa świata
| Miejsce | Dzień     | Rok  | Miejscowość | Konkurencja      | Zwycięzca       |
| ------- | --------- | ---- | ----------- | ---------------- | --------------- |
| 5.      | 6 lutego  | 1986 | Tignes      | Balet narciarski | Jan Bucher      |
| 1.      | 11 lutego | 1991 | Lake Placid | Balet narciarski | -               |
| 1.      | 12 marca  | 1993 | Altenmarkt  | Balet narciarski | -               |
| 2.      | 17 lutego | 1995 | La Clusaz   | Balet narciarski | Jelena Batałowa |

### Puchar Świata

#### Miejsca w klasyfikacji generalnej
- sezon 1983/1984: 19.
- sezon 1984/1985: 14.
- sezon 1985/1986: 14.
- sezon 1986/1987: 17.
- sezon 1987/1988: 10.
- sezon 1989/1990: 5.
- sezon 1990/1991: 6.
- sezon 1991/1992: 26.
- sezon 1992/1993: 6.
- sezon 1993/1994: 6.
- sezon 1994/1995: 5.

#### Miejsca na podium
1. Tignes – 11 grudnia 1984 (Balet) – 3. miejsce
2. Mont Gabriel – 12 stycznia 1985 (Balet) – 3. miejsce
3. Zermatt – 12 grudnia 1985 (Balet) – 3. miejsce
4. Breckenridge – 23 stycznia 1986 (Balet) – 3. miejsce
5. Breckenridge – 24 stycznia 1986 (Balet) – 2. miejsce
6. Tignes – 12 grudnia 1986 (Balet) – 3. miejsce
7. Lake Placid – 15 stycznia 1988 (Balet) – 2. miejsce
8. Madarao – 5 lutego 1988 (Balet) – 3. miejsce
9. Mont Gabriel – 5 stycznia 1990 (Balet) – 3. miejsce
10. Calgary – 26 stycznia 1990 (Balet) – 1. miejsce
11. Iizuna – 16 lutego 1990 (Balet) – 3. miejsce
12. Tignes – 2 grudnia 1990 (Balet) – 3. miejsce
13. Tignes – 8 grudnia 1990 (Balet) – 2. miejsce
14. Whistler Blackcomb – 11 stycznia 1991 (Balet) – 3. miejsce
15. Breckenridge – 17 stycznia 1991 (Balet) – 3. miejsce
16. Mont Gabriel – 1 lutego 1991 (Balet) – 3. miejsce
17. La Clusaz – 19 lutego 1991 (Balet) – 1. miejsce
18. Oberjoch – 2 marca 1991 (Balet) – 2. miejsce
19. Voss – 8 marca 1991 (Balet) – 1. miejsce
20. Hundfjället – 22 marca 1991 (Balet) – 3. miejsce
21. Tignes – 5 grudnia 1991 (Balet) – 3. miejsce
22. Inawashiro – 28 lutego 1992 (Balet) – 2. miejsce
23. Tignes – 10 grudnia 1992 (Balet) – 1. miejsce
24. Tignes – 10 grudnia 1992 (Balet) – 1. miejsce
25. Piancavallo – 17 grudnia 1992 (Balet) – 2. miejsce
26. Piancavallo – 17 grudnia 1992 (Balet) – 1. miejsce
27. Whistler Blackcomb – 8 stycznia 1993 (Balet) – 1. miejsce
28. Whistler Blackcomb – 8 stycznia 1993 (Balet) – 2. miejsce
29. Breckenridge – 15 stycznia 1993 (Balet) – 1. miejsce
30. Lake Placid – 21 stycznia 1993 (Balet) – 3. miejsce
31. Le Relais – 29 stycznia 1993 (Balet) – 1. miejsce
32. Gstaad – 19 lutego 1993 (Balet) – 2. miejsce
33. La Plagne – 23 lutego 1993 (Balet) – 1. miejsce
34. La Plagne – 23 lutego 1993 (Balet) – 1. miejsce
35. La Plagne – 24 lutego 1993 (Balet) – 1. miejsce
36. La Plagne – 24 lutego 1993 (Balet) – 1. miejsce
37. Oberjoch – 19 marca 1993 (Balet) – 1. miejsce
38. Oberjoch – 19 marca 1993 (Balet) – 1. miejsce
39. Lillehammer – 26 marca 1993 (Balet) – 1. miejsce
40. Lillehammer – 26 marca 1993 (Balet) – 1. miejsce
41. Tignes – 10 grudnia 1993 (Balet) – 2. miejsce
42. Tignes – 10 grudnia 1993 (Balet) – 2. miejsce
43. Piancavallo – 14 grudnia 1993 (Balet) – 2. miejsce
44. Piancavallo – 14 grudnia 1993 (Balet) – 2. miejsce
45. La Plagne – 20 grudnia 1993 (Balet) – 1. miejsce
46. La Plagne – 20 grudnia 1993 (Balet) – 1. miejsce
47. Whistler Blackcomb – 7 stycznia 1994 (Balet) – 1. miejsce
48. Whistler Blackcomb – 7 stycznia 1994 (Balet) – 2. miejsce
49. Breckenridge – 14 stycznia 1994 (Balet) – 1. miejsce
50. Breckenridge – 14 stycznia 1994 (Balet) – 2. miejsce
51. Lake Placid – 20 stycznia 1994 (Balet) – 3. miejsce
52. Lake Placid – 20 stycznia 1994 (Balet) – 2. miejsce
53. Le Relais – 28 stycznia 1994 (Balet) – 1. miejsce
54. Le Relais – 28 stycznia 1994 (Balet) – 1. miejsce
55. La Clusaz – 2 lutego 1994 (Balet) – 1. miejsce
56. La Clusaz – 2 lutego 1994 (Balet) – 1. miejsce
57. Hundfjället – 7 lutego 1994 (Balet) – 1. miejsce
58. Hundfjället – 7 lutego 1994 (Balet) – 1. miejsce
59. Altenmarkt – 3 marca 1994 (Balet) – 1. miejsce
60. Altenmarkt – 3 marca 1994 (Balet) – 3. miejsce
61. Hasliberg – 11 marca 1994 (Balet) – 2. miejsce
62. Hasliberg – 11 marca 1994 (Balet) – 2. miejsce
63. Tignes – 16 grudnia 1994 (Balet) – 2. miejsce
64. Tignes – 16 grudnia 1994 (Balet) – 1. miejsce
65. Whistler Blackcomb – 6 stycznia 1995 (Balet) – 1. miejsce
66. Whistler Blackcomb – 6 stycznia 1995 (Balet) – 1. miejsce
67. Breckenridge – 13 stycznia 1995 (Balet) – 1. miejsce
68. Breckenridge – 13 stycznia 1995 (Balet) – 1. miejsce
69. Le Relais – 20 stycznia 1995 (Balet) – 1. miejsce
70. Le Relais – 20 stycznia 1995 (Balet) – 1. miejsce
71. Lake Placid – 26 stycznia 1995 (Balet) – 1. miejsce
72. Oberjoch – 2 lutego 1995 (Balet) – 1. miejsce
73. Oberjoch – 2 lutego 1995 (Balet) – 1. miejsce
74. Altenmarkt – 9 lutego 1995 (Balet) – 1. miejsce
75. Altenmarkt – 9 lutego 1995 (Balet) – 1. miejsce
76. Kirchberg – 21 lutego 1995 (Balet) – 3. miejsce
77. Kirchberg – 21 lutego 1995 (Balet) – 1. miejsce
78. Lillehammer – 3 marca 1995 (Balet) – 2. miejsce
79. Hundfjället – 8 marca 1995 (Balet) – 2. miejsce
80. Hundfjället – 8 marca 1995 (Balet) – 2. miejsce

- W sumie 40 zwycięstw, 22 drugie i 18 trzecich miejsc.